# Pleuroxia bethana
Pleuroxia bethana är en snäckart som beskrevs av Alan Solem 1997. Pleuroxia bethana ingår i släktet Pleuroxia och familjen Camaenidae. Inga underarter finns listade i Catalogue of Life.